# Weinzierl am Walde
Weinzierl am Walde ist eine Gemeinde im Bezirk Krems-Land in Niederösterreich mit 1218 Einwohnern (Stand 1. Jänner 2025). Die Gemeinde liegt am Rand des Weinbaugebietes Kremstal im Waldviertel. Sie weist eine Fläche von 44,55 Quadratkilometern auf und liegt auf 647 m ü. A., gemessen beim Gemeindeamt. Der Name Weinzierl am Walde wurde 1240 erstmals urkundlich erwähnt und leitet sich von der mittelalterlichen Berufsbezeichnung des Weinbau-Verantwortlichen, dem Weinzierl. Die Gemeinde liegt nur etwa 6 km oberhalb des Ortes Weißenkirchen und dem Weinbaugebiet Wachau. Bekannt ist Weinzierl am Walde vor allem für die Gudenushöhle, wo nachweislich vor 70.000 Jahren die ständige Wohnstatt einer größeren Gruppe von Neandertalern war. Sie zählt zu den bedeutendsten steinzeitlichen Stätten Mitteleuropas. Oberhalb dieser Höhle befindet sich die Burg Hartenstein, die vor über 800 Jahren errichtet wurde.

## Geografie

### Geografische Lage
Weinzierl am Walde liegt im Waldviertel in Niederösterreich, im Tal der Kleinen Krems nördlich der Wachau, dem touristisch und geologisch interessanten Durchbruchstal der niederösterreichischen Donau.

### Klima
Weinzierl am Walde hat ein leichtes Reizklima mit häufigem Nordwind, das als kontinental geprägt zu bezeichnen ist. Im Sommer ist es tagsüber recht warm, jedoch kommen Hitze- oder Schwüleperioden nur selten vor; die Nächte bringen starke Abkühlung. Das Klima ist sehr sonnig und trocken; der Niederschlag erreicht kaum die 1000-Millimeter-pro-Jahr Marke. Im Sommer liegt die Durchschnittstemperatur um 25 °C. Im Winter herrschen Temperaturen um 3 °C; Schnee ist aber rar. In allen Jahreszeiten ist Nebel eher selten und dauert meistens nur sehr kurze Zeit an.

### Flächennutzung und Geologie
Die Gesamtfläche von Weinzierl beträgt 44,55 Quadratkilometer, wovon 43,35 % bewaldet sind.
Die Landschaft ist hügelig mit bewaldeten, niedrigen Bergen. Die Gesteinsschichten bestehen aus Graniten und Gneisen. Im Boden kann man außerdem reichlich Lehm und Löss finden. Der Geologielehrpfad in Weinzierl zeigt die erdgeschichtliche Entwicklung des Waldviertels anhand der geologischen Formationen.

### Gemeindegliederung
Das Gemeindegebiet umfasst folgende Weinzierl am Walde besteht aus zwölf Katastralgemeinden, die gleichzeitig auch Ortschaften sind (in Klammern Einwohnerzahl Stand 1. Jänner 2025):
- Großheinrichschlag (136) samt St. Johann
- Habruck (71)
- Himberg (69)
- Lobendorf (67)
- Maigen (70)
- Neusiedl (KG Neusiedl bei Habruck, 2) samt Wochenendsiedlung Neusiedl
- Nöhagen (204)
- Ostra (61)
- Reichau (57) samt Kleingartensiedlung Reichau
- Stixendorf (189) samt Hochstraß
- Weinzierl am Walde (236)
- Wolfenreith (KG Wolfenreith bei Habruck, 56)

### Eingemeindungen
Zunächst bildeten sich im Jahr 1850 die sieben unabhängigen Gemeinden Weinzierl am Walde, Stixendorf, Nöhagen, Reichau, Lobendorf, Großheinrichschlag (auch Groß-Heinrichschlag, manchmal auch Großheinrichschlag, Groß-Heinrichsschlag) sowie Habruck. Die niederösterreichische Landesregierung führte daraufhin eine Zusammenlegung des Gemeindegebietes durch, wobei sich vor allem die Bewohner von Großheinrichschlag zwecklos gewehrt haben. Dadurch bildeten sich die beiden Großgemeinden Großheinrichschlag mit Lobendorf, Habruck, Himberg, Neusiedl bei Habruck und Wolfenreith bei Habruck sowie Weinzierl am Walde mit Nöhagen, Maigen und Stixendorf. Reichau blieb vorerst eigenständig, bis es sich 1970 zu Weinzierl am Walde dazu schloss. Im Jahr 1972 wurden beide Großgemeinden unter dem Namen Weinzierl am Walde zusammengelegt.
| Gemeinden 1850                                | später             | Gemeinden 1970     | 1972               |
| --------------------------------------------- | ------------------ | ------------------ | ------------------ |
| Weinzierl am Walde mit Maigen                 | Weinzierl am Walde | Weinzierl am Walde | Weinzierl am Walde |
| Stixendorf                                    | Weinzierl am Walde | Weinzierl am Walde | Weinzierl am Walde |
| Nöhagen                                       | Weinzierl am Walde | Weinzierl am Walde | Weinzierl am Walde |
| Reichau mit Ostra                             | Reichau mit Ostra  | Weinzierl am Walde | Weinzierl am Walde |
| Lobendorf                                     | Großheinrichschlag | Großheinrichschlag | Weinzierl am Walde |
| Großheinrichschlag                            | Großheinrichschlag | Großheinrichschlag | Weinzierl am Walde |
| Habruck mit Himberg, Wolfenreith und Neusiedl | Großheinrichschlag | Großheinrichschlag | Weinzierl am Walde |

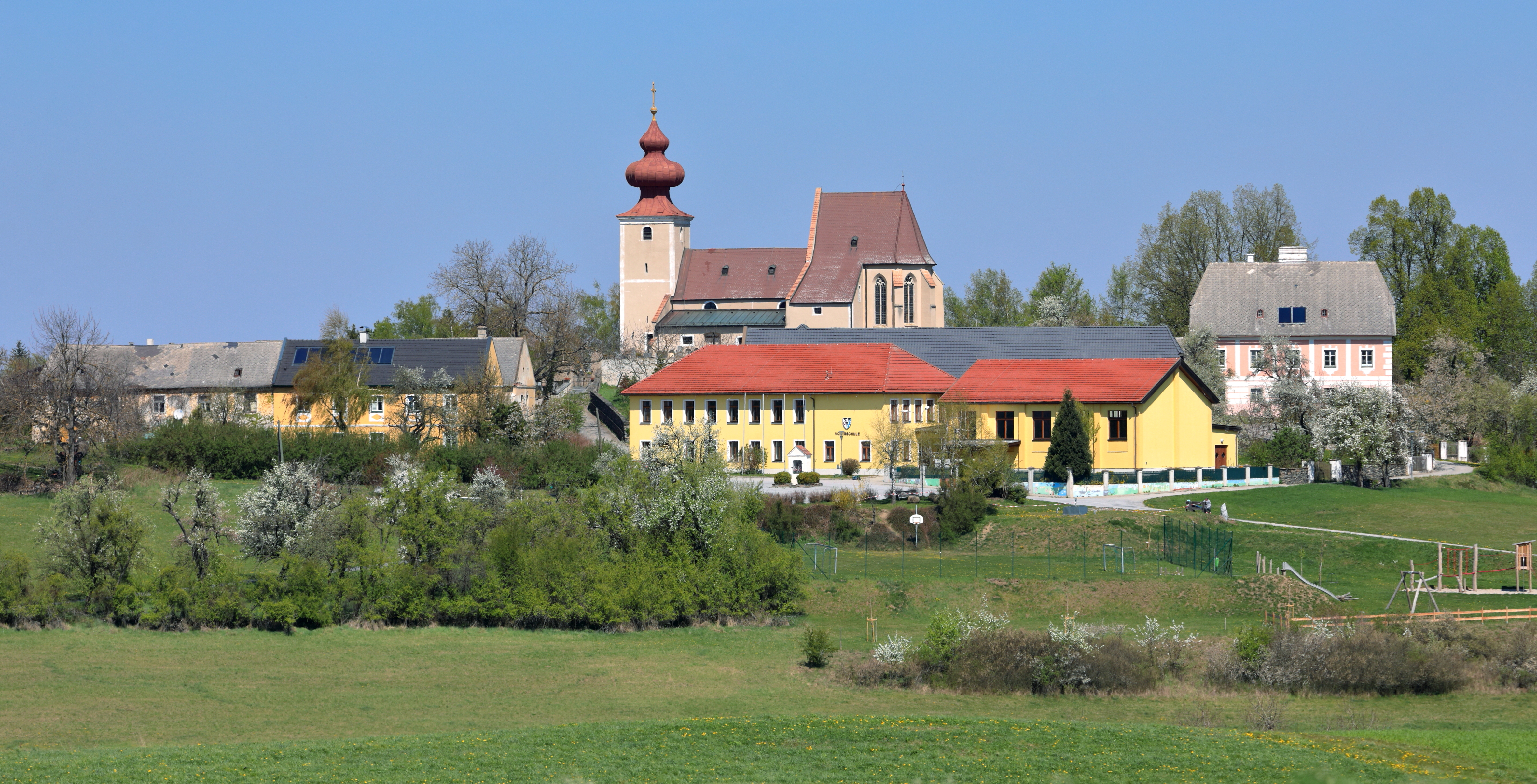
Kirchenweiler Sankt Johann in Großheinrichschlag

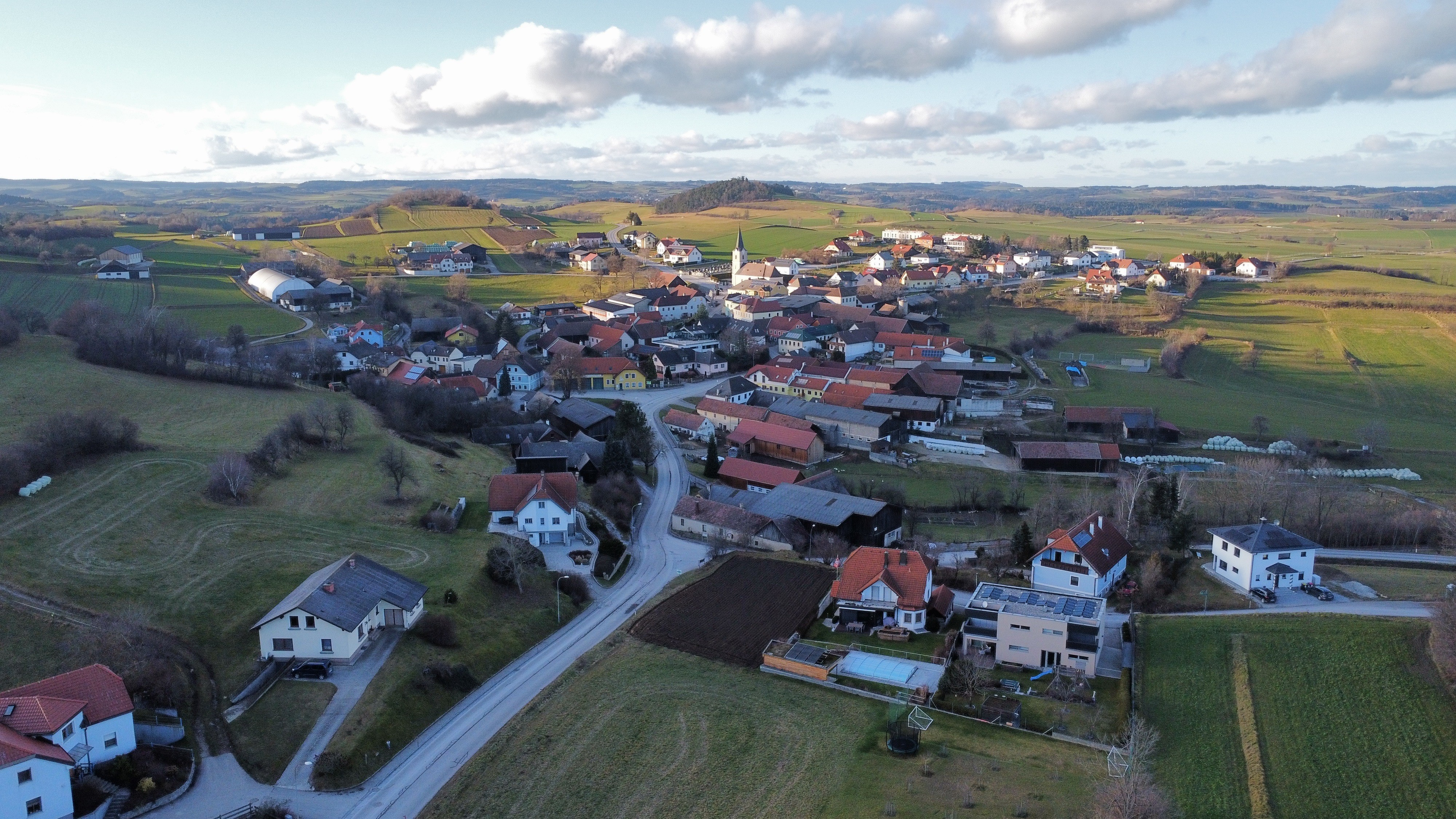
Luftaufnahme von der Ortschaft Weinzierl am Walde

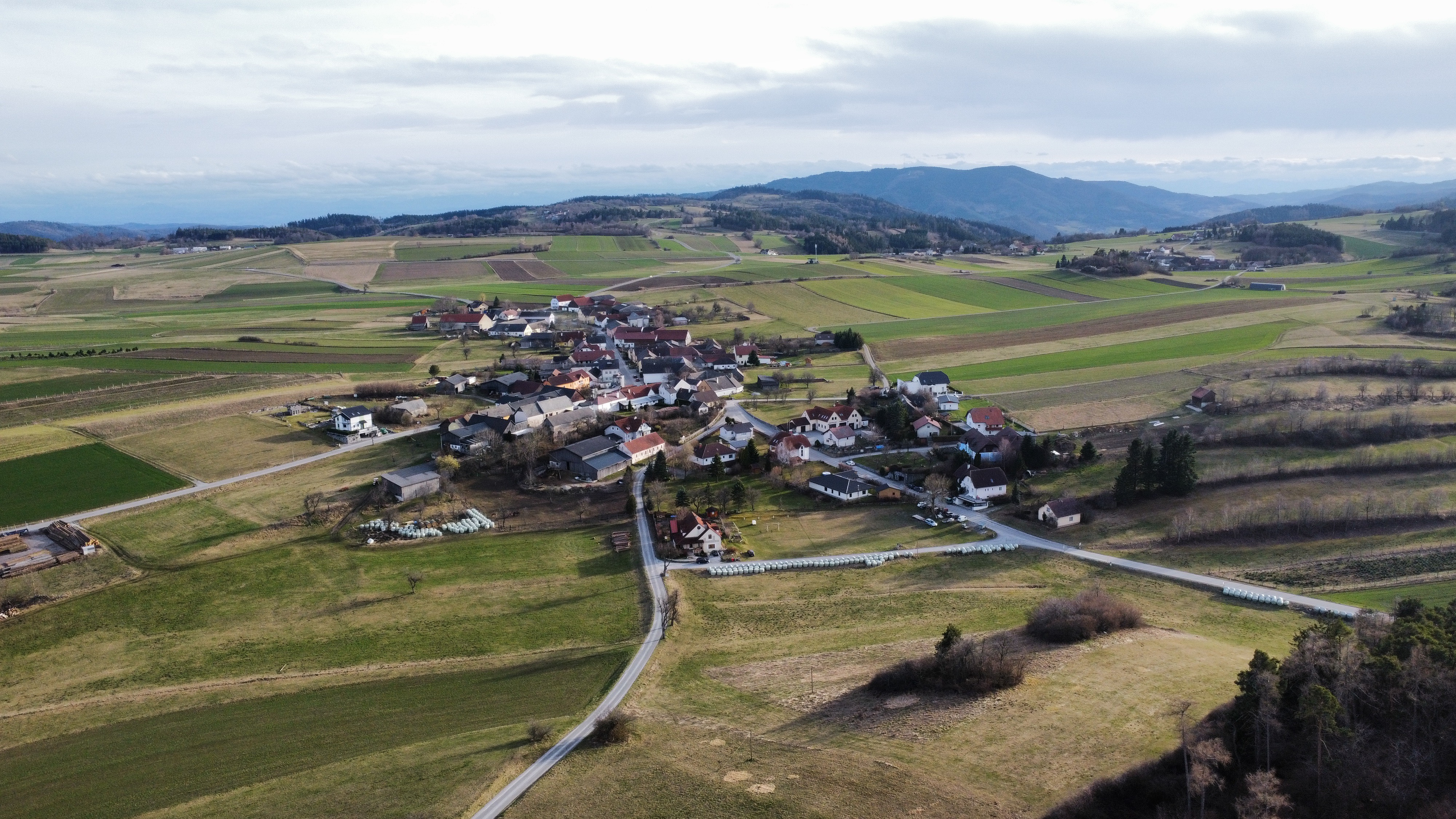
Luftaufnahme von der Ortschaft Großheinrichschlag

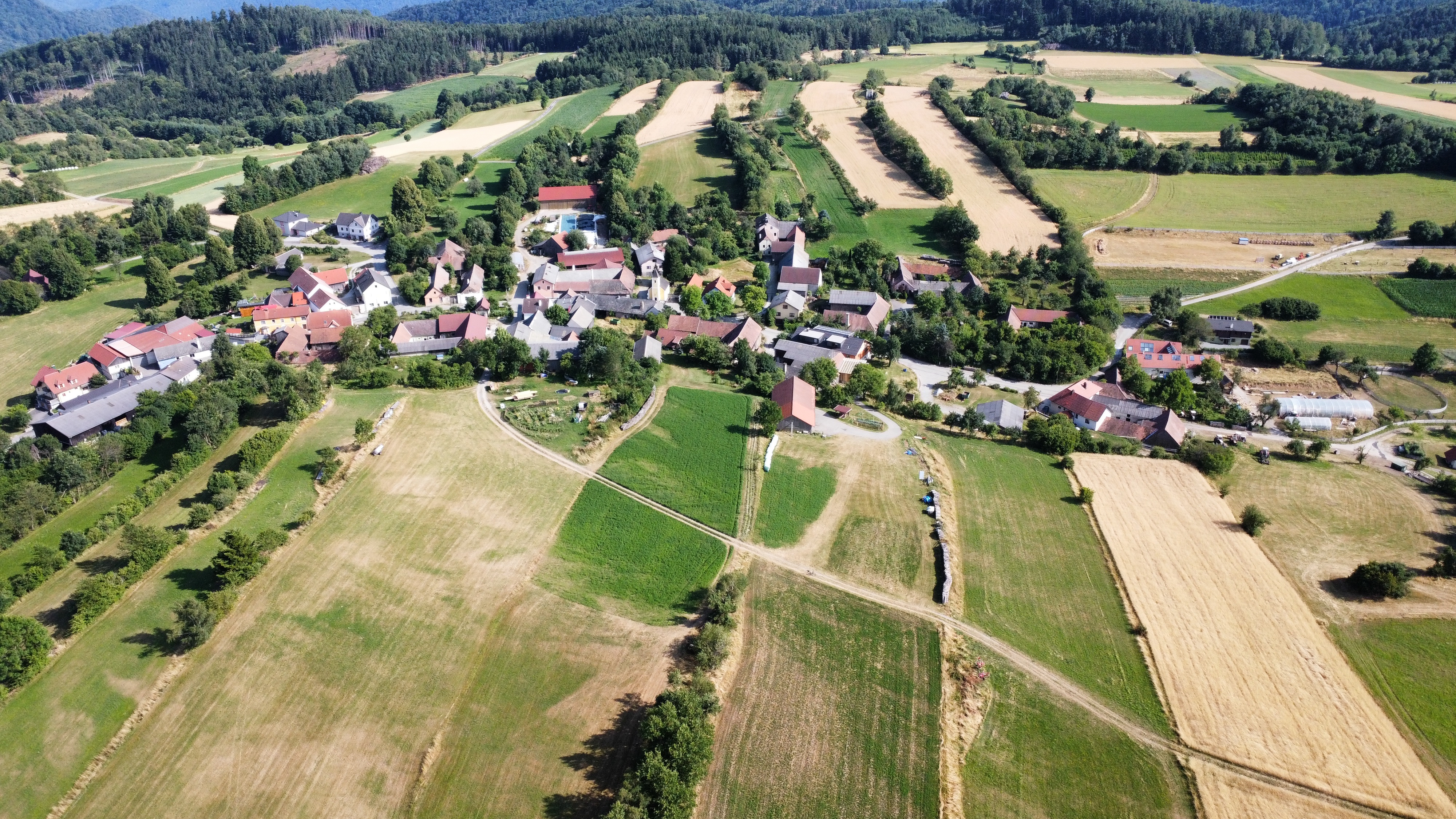
Luftaufnahme von der Ortschaft Wolfenreith

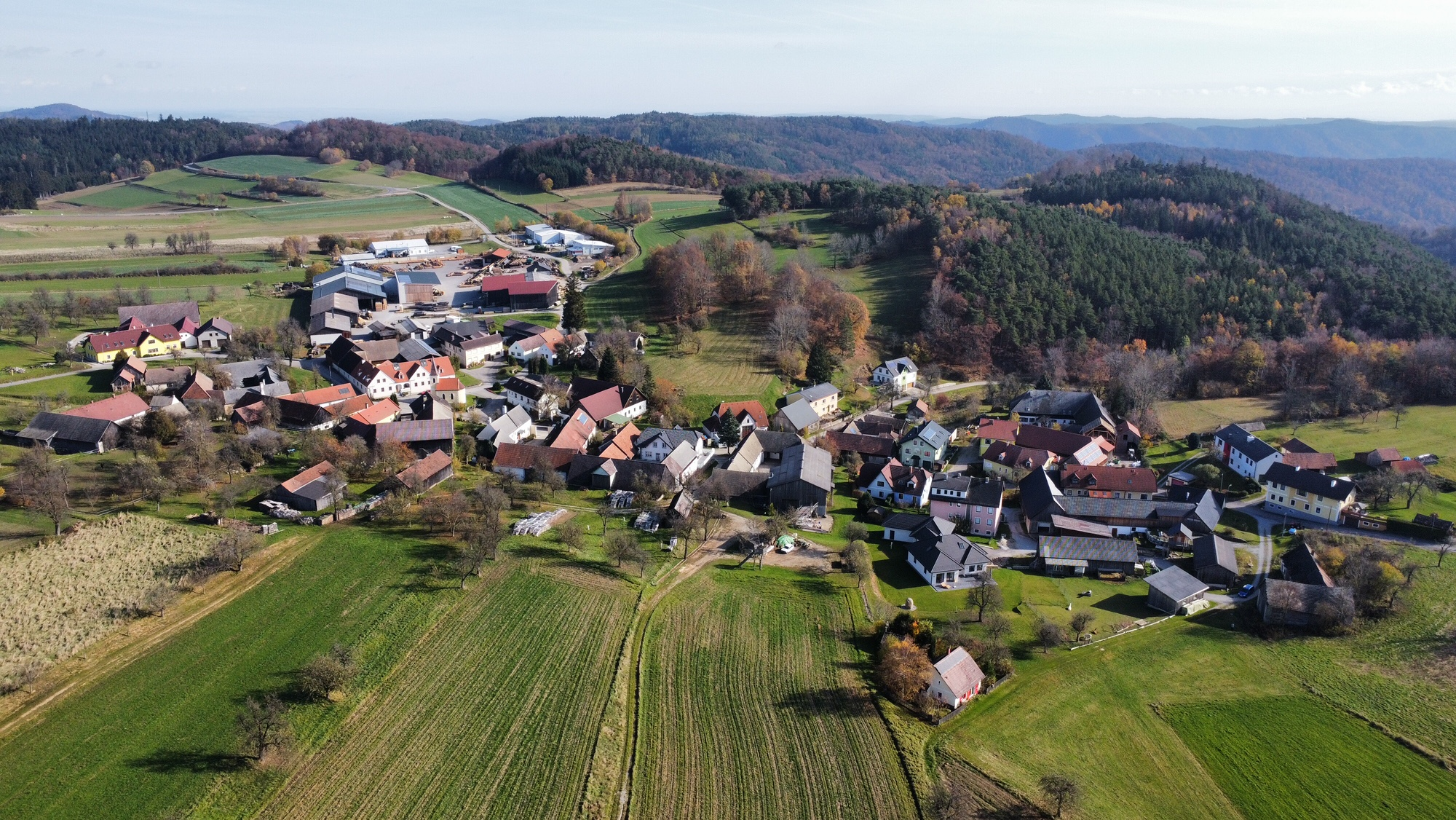
Luftaufnahme von der Ortschaft Habruck

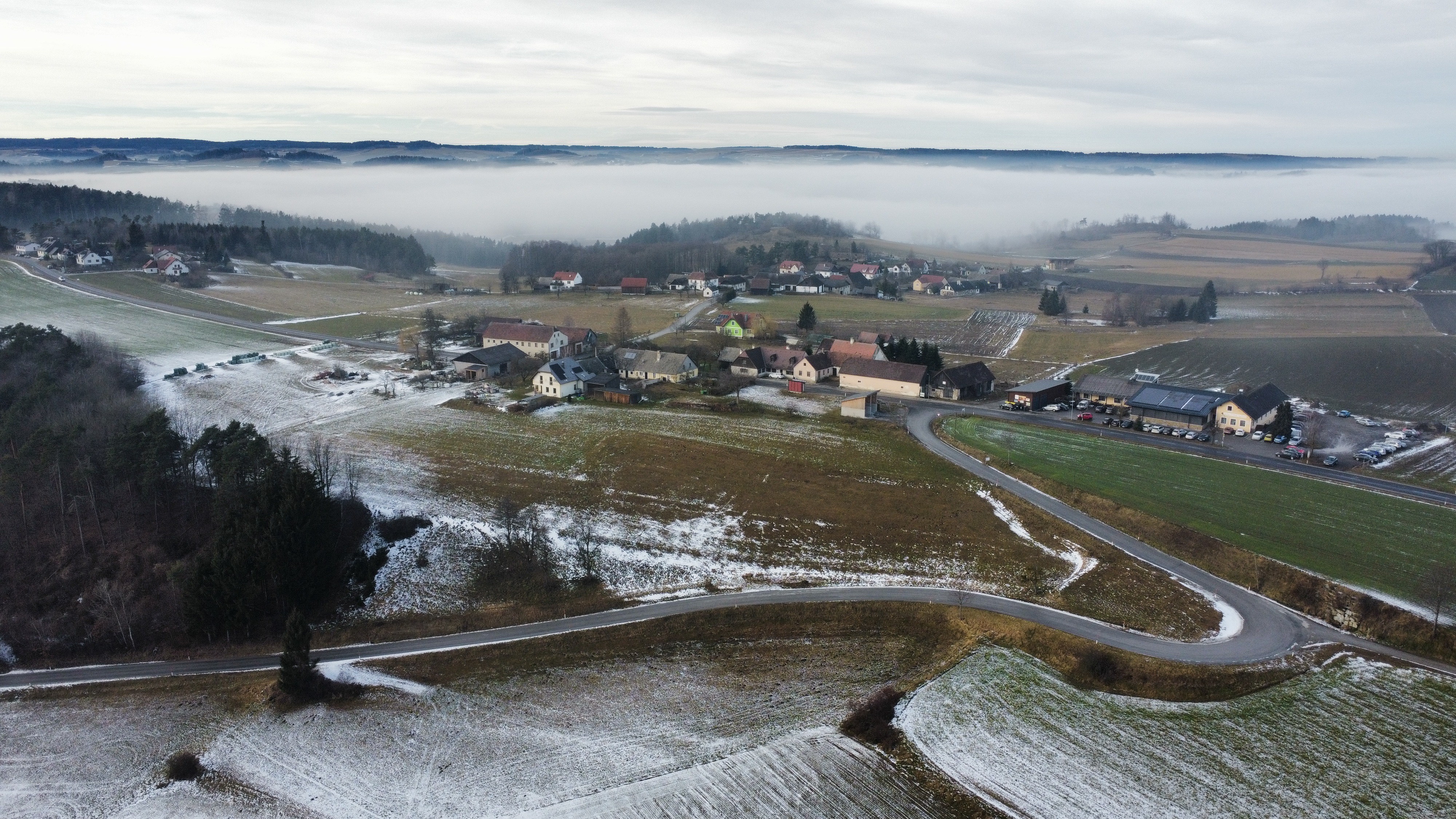
Luftaufnahme von der Ortschaft Himberg

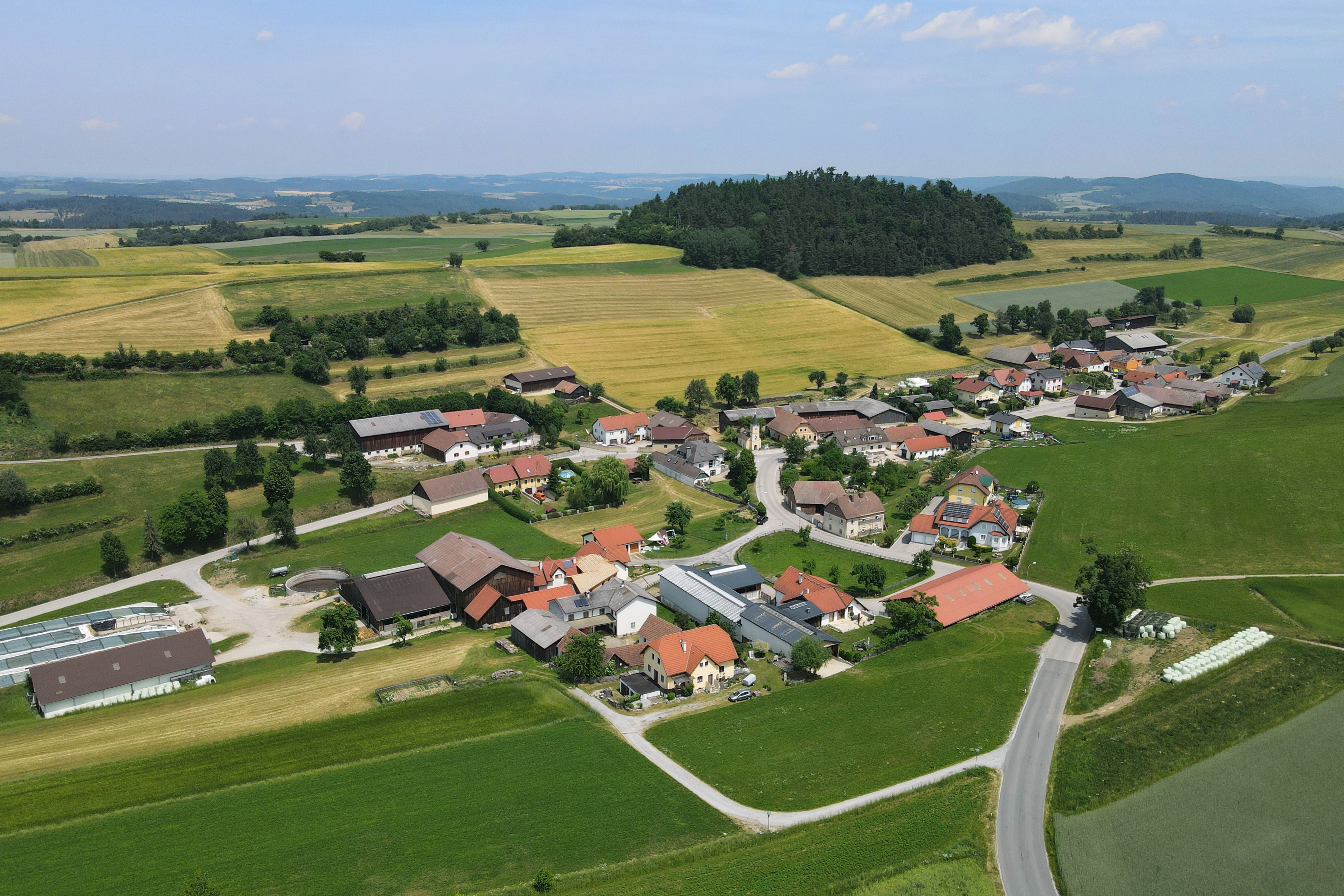
Luftaufnahme der Ortschaft Maigen

Die Katastralgemeinden bestehen jeweils aus einem eigenen Ortszentrum und sind untereinander eher weit entfernt. Den größten Abstand weist mit circa sechs Kilometern der von Himberg und Ostra auf.
Interessant ist auch die Tatsache, dass Nöhagen mehr Einwohner als der Hauptort beherbergt.

### Nachbargemeinden
| Albrechtsberg an der Großen Krems | Gföhl                                       |             |
| Kottes-Purk (Zwettl)              | Kompassrose, die auf Nachbargemeinden zeigt | Senftenberg |
| Mühldorf                          | Spitz Weißenkirchen in der Wachau           | Dürnstein   |

Die nächstgelegenen Städte sind Krems an der Donau, Gföhl, Zwettl, Horn und Langenlois.

## Geschichte

### Urgeschichte
Das Gebiet rund um Weinzierl weist eine alte Geschichte auf. Diese lässt sich durch die im Jahr 1883 von Leopold Hacker, einem Benediktiner des Stiftes Göttweig, entdeckte Gudenushöhle aufweisen. Forscher stellten fest, dass diese vor 70.000 Jahren bewohnte Höhle die älteste bewohnte Stätte in Niederösterreich ist. Außerdem wurde an dieser Stelle ein Adlerknochen, auf dem eine Zeichnung eines Rentierkopfes zu sehen ist, gefunden, welche die älteste Tierdarstellung im gesamten Raum  ist.

### Mittelalter
Die ältesten Schriften kommen aus dem 12. Jahrhundert. Der am frühesten urkundlich erwähnte Gemeindeteil von Weinzierl ist Nöhagen (1122), der späteste Himberg (1309). Weinzierl am Walde war im Besitz der Babenberger, des Stifts Göttweig sowie diverser Landfürsten. Die Habsburger übernahmen in weiterer Folge den Besitz von Weinzierl von den Babenbergern.

## Bevölkerung

### Bevölkerungsentwicklung
Das Gemeindegebiet ist mit einer Bevölkerungsdichte von 29 Einwohnern je Quadratkilometer vergleichsweise dünn besiedelt (zum Vergleich: Niederösterreich hat 83, Österreich 98 Einwohner je Quadratkilometer). Wie in den meisten kleineren Orten in Niederösterreich, setzte eine Tendenz zur Abwanderung in die umliegenden Städte und nach Wien ein. Das Besondere an Weinzierl ist, dass es seit 1900 eine starke Emigration gegeben hat.
Die erste Bevölkerungszählung im Jahr 1869 verzeichnete 1850 Einwohner. Danach setzte ein großer Zuwachs ein und bei der Volkszählung im Jahr 1900 konnten bereits 1910 Bürger gezählt werden, gleichzeitig ist das der höchste jemals gemessene Stand. Seitdem geht die Bevölkerung rapide zurück: So hatte Weinzierl am Walde sechs Jahre nach dem Ende des Zweiten Weltkrieges nur noch 1556 Einwohner. Zehn Jahre später fiel die Bevölkerung auf unter 1500 Einwohner, bei der Zählung 2008 sogar auf unter 1300 Einwohner. Maßgebend dafür war trotz der eher guten Geburtenbilanz (Vergleich 1991 zu 2001: +24), die permanent negative Wanderungsbilanz (−30). Weinzierl liegt bei der Geburtenbilanz (+1,8 %)zudem über den Werten des Bezirkes Krems-Land (± 0 %) und dem Bundesland Niederösterreich (−0,5 %). Allerdings liegt die Gemeinde bei der Wanderungsbilanz (−2,2 %) klar unter den Werten des Bezirkes (+3,5 %) und des Bundeslandes (+ 5,4 %).

### Bevölkerungsstruktur
Mit Stichtag 31. März 2008 betrug die Einwohnerzahl 1299 (663 männlich/636 weiblich). Davon waren 183 unter 15 Jahren (99/84), 840 im Alter von 15 bis 60 Jahren (447/393) und 276 über 60 Jahre alt (117/159). Die meisten Frauen waren im Alter von 40 bis 44 Jahren (insgesamt 51), die meisten Männer im Alter von 45 bis 49 (insgesamt 45).

### Herkunft und Sprache
1352 (99,7 %) der Bewohner von Weinzierl am Walde gaben 2001 Deutsch als Umgangssprache an. Eine weitere Person (0,1 %) sprach hauptsächlich tschechisch und die Sprachen von drei Einwohnern waren unbekannt (0,2 %). Von der Bevölkerung (Stand 1. Januar 2008) waren 1291 (99,4 %) Bürger österreichische Staatsbürger, acht Einwohner (0,6 %) waren es nicht, welche gleichzeitig aber alle EU-Bürger waren. Unter diesen gab es 4 (0,3 %) Deutsche. Insgesamt waren 2008 1,4 % der Bewohner von Weinzierl am Walde in einem anderen Land als in Österreich geboren.

### Religion
In Weinzierl am Walde sind zwei Pfarren vorhanden. Die Pfarre Weinzierl am Walde schließt bis auf die Katastralgemeinden Reichau und Ostra den gesamten Gemeindebereich ein. Diese beiden gehören zur Pfarre Obermeisling, welche in der Gemeinde Gföhl ihren Sitz hat. Beide Pfarren gehören zur Diözese St. Pölten.
Die Pfarrkirche St. Josef wurde 1788 erbaut. Pfarrpatron der Pfarre Weinzierl am Walde ist der Hl. Josef.
Die Pfarrkirche St. Johann in Großheinrichschlag wurde 1338 erbaut.
Die Pfarrkirche Obermeisling wurde 1111 erbaut. Pfarrpatron ist der Hl. Stephanus.
Der Großteil der Bevölkerung ist römisch-katholischer Konfession. Bei der Volkszählung 2001 betrug der Anteil der Personen mit römisch-katholischem Bekenntnis 97,1 % (1316 Personen). Dahinter folgten 0,6 % (8) mit evangelischer und 0,1 % (2) mit orthodoxer Glaubensrichtung. 1,0 % (13) Einwohner waren ohne religiöses Bekenntnis.

## Kultur und Sehenswürdigkeiten

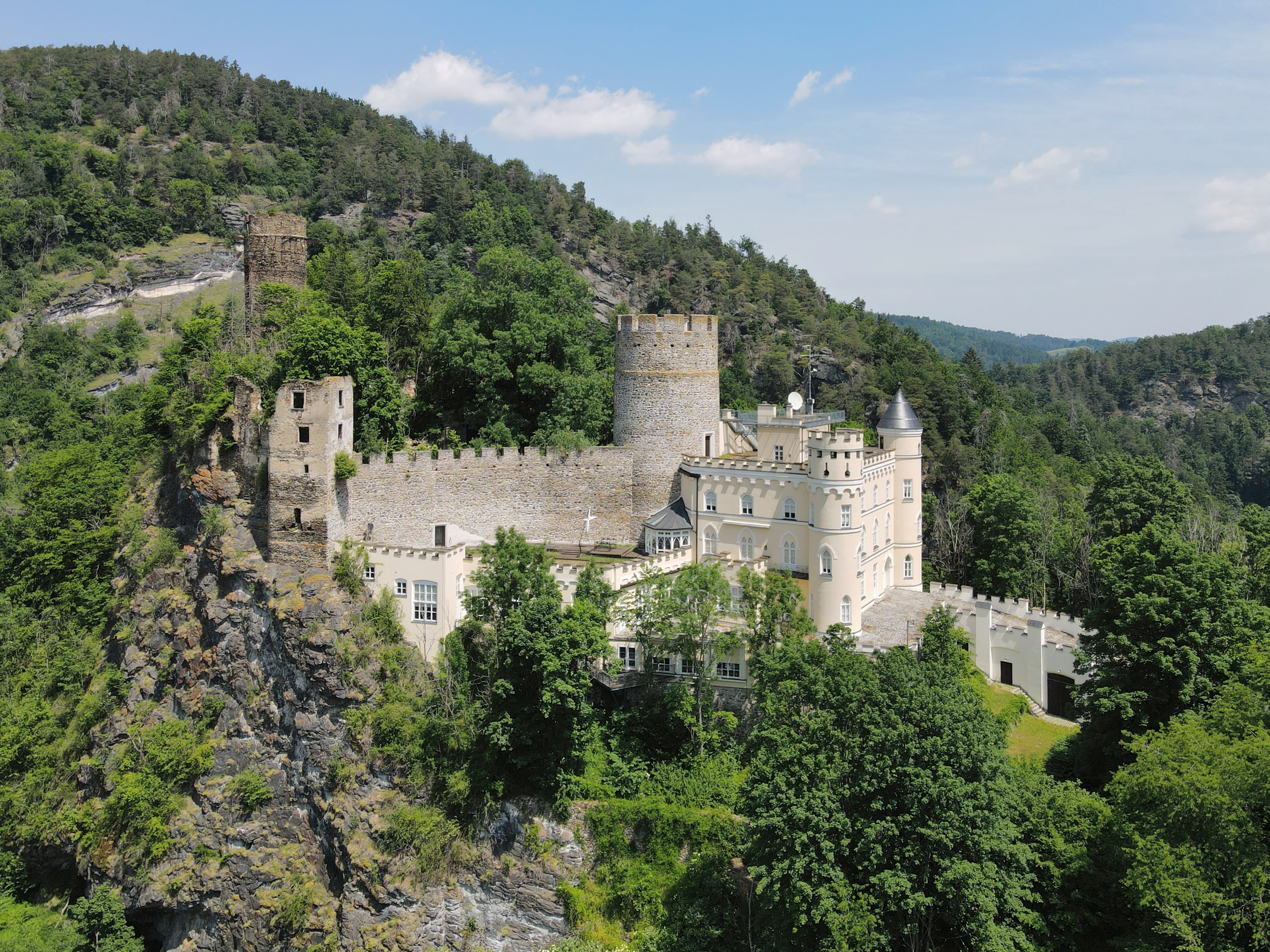
Burg Hartenstein

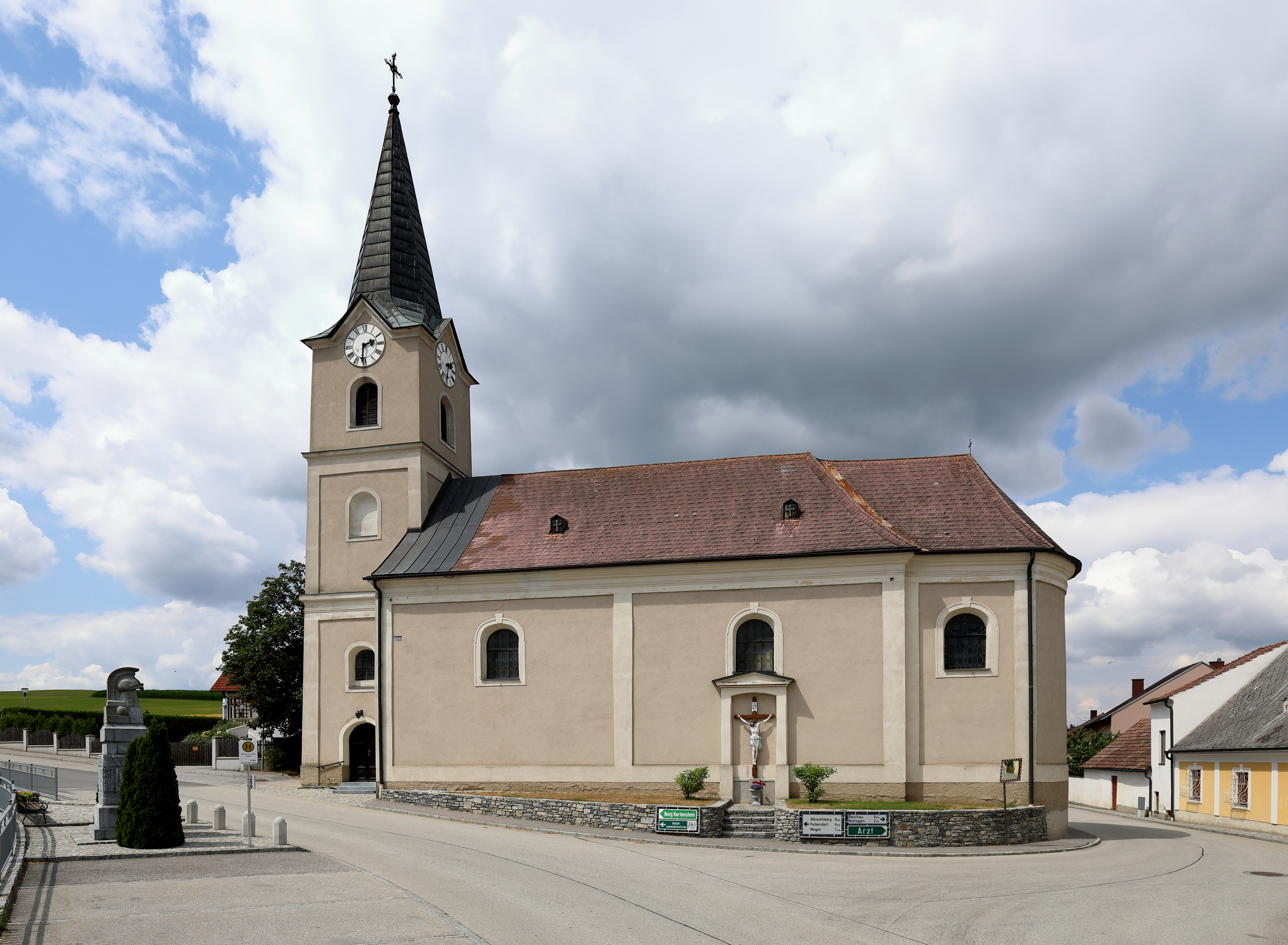
Pfarrkirche Weinzierl am Walde

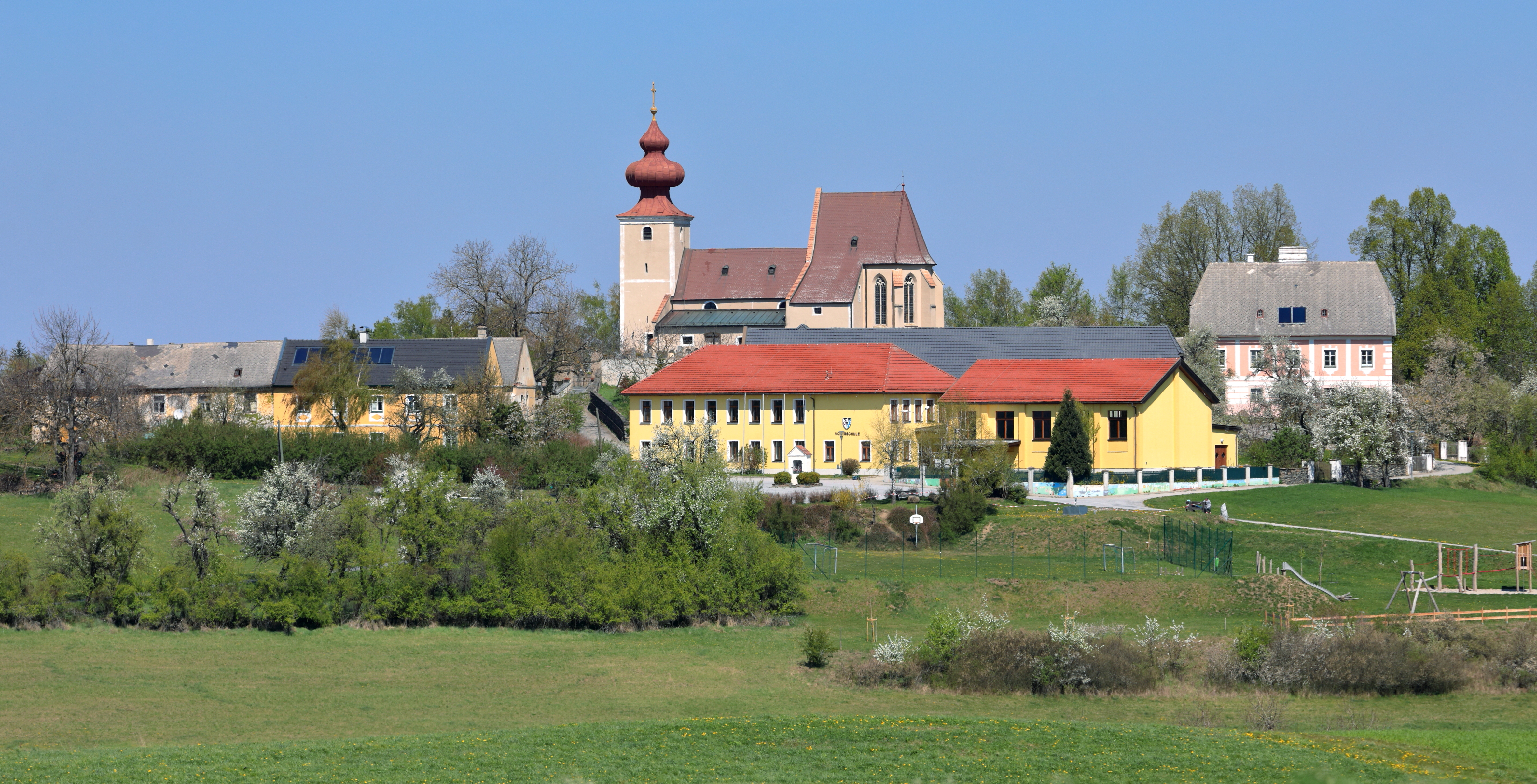
Pfarrkirche Großheinrichschlag

### Bauwerke
- Burg Hartenstein: Die Burg wurde um 918 erbaut. Allerdings sind vom damaligen Bau nur noch der Palas mit Anbauten, das Torhaus, das Brunnenhäuschen und die kleine Kemenate vorhanden. Die Burg ist momentan im Besitz der Firma BEKO Informatik. Der 2004 gegründete Verein Burg Hartenstein AG hat sich die Erhaltung der Burg sowie öffentliche Zugänglichkeit als Ziel gesetzt.[13]
- Katholische Pfarrkirche Weinzierl am Walde St. Josef
- Katholische Pfarrkirche Großheinrichschlag St. Johannes der Täufer

### Naturdenkmäler
- Gudenushöhle: Die Höhle befindet sich am Burgfelsen unterhalb der Burg Hartenstein und war vor etwa 70.000 Jahren Wohnort einer Gruppe von Neandertalern. Heute zählt sie vermutlich zu den bedeutendsten steinzeitlichen Stätten Mitteleuropas. Die Gudenushöhle ist eine 22 Meter lange Durchgangshöhle, die fünf Meter hoch sowie breit ist. An dieser Stelle wurde unter anderem ein Adlerknochen gefunden, auf dem eine Zeichnung eines Rentierkopfes zu sehen ist, welche die älteste Tierdarstellung im gesamten Raum ist.[8][14]
- Der Geologische Lehrpfad, welcher in der Nähe der Gudenushöhle errichtet worden ist, zeigt die Entstehung der Kalk- und Marmorfelsen sowie die Gebirgsbildung und Granite des Waldviertels. In dieser Gegend gibt es auch zahlreiche Wanderwege. Der Wanderweg zur Burg Hartenstein und zur Gudenushöhle beginnt bei der Maigenmühle zwischen Albrechtsberg und Weinzierl am Walde und dauert ungefähr eine Stunde.[2]

### Regelmäßige Veranstaltungen
- Feuerwehrball: Jedes Jahr werden von sämtlichen Freiwilligen Feuerwehren in der Gemeinde Feuerwehrbälle veranstaltet.

### Sport
Für sportliche Aktivitäten bietet Weinzierl am Walde zwei Sand-Tennisplätze, einen Kunstrasen-Tennisplatz sowie zahlreiche Rad- und Wanderwege, welche größtenteils um die Gudenushöhle und die Burg Hartenstein führen.

## Wirtschaft und Infrastruktur

### Arbeitsstätten und Beschäftigte
Laut Arbeitsstättenzählung 2001 gab es in Weinzierl am Walde 43 Arbeitsstätten mit 264 Beschäftigten, wovon 92 unselbständige Beschäftigte waren. Wichtigste Branche in der Gemeinde ist demnach Handel; Reparatur v.Kfz u.Gebrauchsgütern mit zehn Betrieben (21 Beschäftigte) sowie Sachgütererzeugung mit ebenfalls zehn Betrieben (44 Beschäftigte). Weiterhin von Bedeutung ist die Branche Realitätenwesen, Unternehmensdienst. mit damals sechs Arbeitsstätten (14 Beschäftigte) sowie das Beherbergungs- u. Gästestättenwesen mit 21 Beschäftigten und ebenfalls sechs Arbeitsstätten. Die eher geringen Beschäftigungsmöglichkeiten in der Gemeinde verursachen eine hohe Pendlerrate. Bei 59 Einpendlern waren 2001 412 Einwohner von Weinzierl am Walde außerhalb ihrer Heimatgemeinde beschäftigt.

### Land- und Forstwirtschaft
| Viehbestand        | 1999 | 2010 |
| ------------------ | ---- | ---- |
| Rinder             | 2584 | 2258 |
| Hühner             | 1714 | 1192 |
| Schweine           | 846  | 932  |
| Schafe             | 324  | 458  |
| Sonstiges Geflügel | 80   | 106  |
| Ziegen             | 21   | 6    |
| Pferde             | 26   | 38   |

1999 bestanden in Weinzierl am Walde 211 land- und forstwirtschaftliche Betriebe, die insgesamt rund 3816 Hektar Fläche bewirtschafteten. 64 Betriebe wurden im Haupterwerb und 136 im Nebenerwerb geführt. Zehn Betriebe waren im Eigentum von juristischen Personen. Gegenüber 1995 gab es einen kleinen Rückgang aller landwirtschaftlichen Betriebe. Insgesamt reduzierte sich die Zahl der landwirtschaftlichen Betriebe zwischen 1995 und 1999 um 11,0 %, während die bewirtschaftete Fläche beinahe unverändert blieb.
Insgesamt gab es bei der Viehbestand-Zählung 1999 in Weinzierl am Walde 156 Viehhalter mit 5594 Nutztieren. Rund 46 % der Nutztiere (von 125 Haltern) waren Rinder. Die meisten davon (773) waren Milchkühe. Dahinter folgt die Kategorie Nutz- und Zucht-Kalbinnen mit 267 Tieren. Daneben gab es mit 816 Tieren erstaunlich viele Kälber und Jungrinder, aber mit 322 Tieren auch viele Stiere.

### Weinbau
Im Zentrum des Weinbaues steht die Stadt Krems, die zu den ältesten Weinbaustätten Österreichs zählt. Krems ist auch seit 1875 Standort einer Weinbauschule und Schauplatz der Niederösterreichischen Landesweinmesse. Dadurch erstrecken sich die Weinbaugebiete bis nach Weinzierl am Walde und Umgebung. Ausschlaggebend dafür war unter anderem das ideale Klima für den Weinbau. Momentan erlebt der Weinbau in der Region aufgrund der guten Vermarktung und dem hohen Interesse einen großen Aufschwung.
In Weinzierl am Walde gab es 2001 sieben Betriebe, welche 1,56 Hektar Fläche bewirtschafteten. Davon wurden 1,37 (87 %) Hektar für Weißwein und 0,19 (13 %) Hektar für Rotwein ertragsfähig genutzt. Es gab keine Flächen, die nicht ertragsfähig waren. Für Rotwein wurden vor allem gemischte Sorten am Flächengrößten angebaut, für Weißwein war es der Grüne Veltliner. Alle Rebstöcke waren bereits mehr 20 Jahre alt.

### Verkehr und Infrastruktur
Der Ortsteil Himberg befindet sich auf der Hauptstraße, die Weißenkirchen in der Wachau mit Ottenschlag verbindet.
Der nächstgelegene Bahnhof befindet sich in Weißenkirchen in der Wachau und der nächstgelegene Flughafen ist Wien-Schwechat.

### Behörden und Einrichtungen
Neben dem Gemeindeamt steht in Weinzierl am Walde für die medizinische Versorgung ein allgemeiner Arzt zur Verfügung. Es besteht außerdem ein Bildungswerk und eine öffentliche Bibliothek.
In Weinzierl am Walde bestehen sieben Freiwillige Feuerwehren: eine in Weinzierl (gegründet 1899), eine in Stixendorf (gegründet 1912), eine in Reichau (gegründet 1899), eine in Ostra (gegründet 1928), eine in Nöhagen (gegründet 1883), eine in Habruck (gegründet 1914) und eine in Groß Heinrichschlag (gegründet 1889). Diese gehören zum Bezirksfeuerwehrkommando Krems, Abschnittsfeuerwehrkommando Krems-Land.

### Bildungseinrichtungen und Bildung
In Weinzierl am Walde besteht ein Kindergarten im Ortsteil Nöhagen und eine Volksschule im Ortsteil St Johann. Im nahe gelegenen Ort Els befindet sich eine Hauptschule.
Von den 1117 Einwohnern, die im Jahr 2001 über 15 Jahre alt waren, hatten 16 einen Hochschulabschluss, elf hatten eine Hochschulverwandte Ausbildung, 32 hatten eine berufsbildende höhere Schule, 12 hatten eine Allgemeinbildende Höhere Schule, 110 hatten eine Fachschule, 395 hatten eine Lehre und 541 hatten eine Allgemeinbildende Pflichtschule als ihre höchste abgeschlossene Ausbildung absolviert.

## Politik

### Gemeinderatswahlen
Die Gemeinderatswahlen finden alle fünf Jahre statt, zuletzt am 26. Jänner 2025.
| Gemeinderatswahlen von Weinzierl am Walde | Gemeinderatswahlen von Weinzierl am Walde | Gemeinderatswahlen von Weinzierl am Walde | Gemeinderatswahlen von Weinzierl am Walde | Gemeinderatswahlen von Weinzierl am Walde | Gemeinderatswahlen von Weinzierl am Walde | Gemeinderatswahlen von Weinzierl am Walde | Gemeinderatswahlen von Weinzierl am Walde | Gemeinderatswahlen von Weinzierl am Walde | Gemeinderatswahlen von Weinzierl am Walde | Gemeinderatswahlen von Weinzierl am Walde | Gemeinderatswahlen von Weinzierl am Walde | Gemeinderatswahlen von Weinzierl am Walde | Gemeinderatswahlen von Weinzierl am Walde | Gemeinderatswahlen von Weinzierl am Walde | Gemeinderatswahlen von Weinzierl am Walde | Gemeinderatswahlen von Weinzierl am Walde | Gemeinderatswahlen von Weinzierl am Walde | Gemeinderatswahlen von Weinzierl am Walde | Gemeinderatswahlen von Weinzierl am Walde | Gemeinderatswahlen von Weinzierl am Walde | Gemeinderatswahlen von Weinzierl am Walde | Gemeinderatswahlen von Weinzierl am Walde | Gemeinderatswahlen von Weinzierl am Walde | Gemeinderatswahlen von Weinzierl am Walde |
| Ergebnis von                              | 1990                                      | 1990                                      | 1990                                      | 1995                                      | 1995                                      | 1995                                      | 2000                                      | 2000                                      | 2000                                      | 2005                                      | 2005                                      | 2005                                      | 2010                                      | 2010                                      | 2010                                      | 2015                                      | 2015                                      | 2015                                      | 2020                                      | 2020                                      | 2020                                      | 2025                                      | 2025                                      | 2025                                      |
| ----------------------------------------- | ----------------------------------------- | ----------------------------------------- | ----------------------------------------- | ----------------------------------------- | ----------------------------------------- | ----------------------------------------- | ----------------------------------------- | ----------------------------------------- | ----------------------------------------- | ----------------------------------------- | ----------------------------------------- | ----------------------------------------- | ----------------------------------------- | ----------------------------------------- | ----------------------------------------- | ----------------------------------------- | ----------------------------------------- | ----------------------------------------- | ----------------------------------------- | ----------------------------------------- | ----------------------------------------- | ----------------------------------------- | ----------------------------------------- | ----------------------------------------- |
|                                           | Stim- men                                 | %                                         | Man- date                                 | Stim- men                                 | %                                         | Man- date                                 | Stim- men                                 | %                                         | Man- date                                 | Stim- men                                 | %                                         | Man- date                                 | Stim- men                                 | %                                         | Man- date                                 | Stim- men                                 | %                                         | Man- date                                 | Stim- men                                 | %                                         | Man- date                                 | Stim- men                                 | %                                         | Man- date                                 |
| Wahlberechtigt                            | 1170                                      | –                                         | 19                                        | 1172                                      | –                                         | 19                                        | 1186                                      | –                                         | 19                                        | 1164                                      | –                                         | 19                                        | 1276                                      | –                                         | 19                                        | 1266                                      | –                                         | 19                                        | 1177                                      | –                                         | 19                                        | 1036                                      | –                                         | 19                                        |
| Abgegeben                                 | 995                                       | 85,04                                     | –                                         | 1010                                      | 86,18                                     | –                                         | 1008                                      | 84,99                                     | –                                         | 960                                       | 82,47                                     | –                                         | 1109                                      | 86,91                                     | –                                         | 967                                       | 76,38                                     | –                                         | 919                                       | 78,08                                     | –                                         | 853                                       | 82,34                                     | –                                         |
| Ungültig                                  | 27                                        | –                                         | –                                         | 18                                        | –                                         | –                                         | 12                                        | –                                         | –                                         | 14                                        | –                                         | –                                         | 16                                        | –                                         | –                                         | 45                                        | –                                         | –                                         | 13                                        | –                                         | –                                         | 21                                        | –                                         | –                                         |
| Gültig                                    | 968                                       | 97,29                                     | –                                         | 992                                       | 98,22                                     | –                                         | 996                                       | 98,81                                     | –                                         | 946                                       | 98,54                                     | –                                         | 1093                                      | 98,56                                     | –                                         | 922                                       | 95,35                                     | –                                         | 906                                       | 98,59                                     | –                                         | 832                                       | 97,54                                     | –                                         |
| davon entfielen auf                       |                                           |                                           |                                           |                                           |                                           |                                           |                                           |                                           |                                           |                                           |                                           |                                           |                                           |                                           |                                           |                                           |                                           |                                           |                                           |                                           |                                           |                                           |                                           |                                           |
| ÖVP                                       | 497                                       | 51,34                                     | 10                                        | 396                                       | 39,92                                     | 8                                         | 503                                       | 50,50                                     | 10                                        | 706                                       | 74,63                                     | 14                                        | 818                                       | 74,84                                     | 14                                        | 738                                       | 80,04                                     | 16                                        | 672                                       | 74,17                                     | 15                                        | 678                                       | 81,49                                     | 16                                        |
| SPÖ                                       | 230                                       | 23,76                                     | 4                                         | 344                                       | 34,68                                     | 6                                         | 233                                       | 23,39                                     | 5                                         | 240                                       | 25,37                                     | 5                                         | 275                                       | 25,16                                     | 5                                         | 184                                       | 19,96                                     | 3                                         | 198                                       | 21,85                                     | 4                                         | 154                                       | 18,51                                     | 3                                         |
| FPÖ                                       | nicht kandidiert                          | nicht kandidiert                          | nicht kandidiert                          | nicht kandidiert                          | nicht kandidiert                          | nicht kandidiert                          | 36                                        | 3,61                                      | 0                                         | nicht kandidiert                          | nicht kandidiert                          | nicht kandidiert                          | nicht kandidiert                          | nicht kandidiert                          | nicht kandidiert                          | nicht kandidiert                          | nicht kandidiert                          | nicht kandidiert                          | 36                                        | 3,97                                      | 0                                         | nicht kandidiert                          | nicht kandidiert                          | nicht kandidiert                          |
| WGH                                       | 241                                       | 24,90                                     | 5                                         | 252                                       | 25,40                                     | 5                                         | nicht kandidiert                          | nicht kandidiert                          | nicht kandidiert                          | nicht kandidiert                          | nicht kandidiert                          | nicht kandidiert                          | nicht kandidiert                          | nicht kandidiert                          | nicht kandidiert                          | nicht kandidiert                          | nicht kandidiert                          | nicht kandidiert                          | nicht kandidiert                          | nicht kandidiert                          | nicht kandidiert                          | nicht kandidiert                          | nicht kandidiert                          | nicht kandidiert                          |

### Bürgermeister
Bürgermeister der Gemeinde ist seit dem Jahr 2000 Herbert Prandtner von der ÖVP. Vizebürgermeister ist Harald Stanzl, ebenfalls von der ÖVP; Amtsleiter ist Julius Koppensteiner.
Der Gemeindevorstand setzt sich aus dem Bürgermeister, dem Vizebürgermeister und den geschäftsführenden Gemeinderäten zusammen.

### Wappen
Die Gemeinde erhielt am 24. Oktober 2004, gleichzeitig mit der Eröffnung der umgebauten und sanierten Volksschule, ein neues Wappen.